# 相位因子
在量子力學裏，相位因子是一個絕對值為 1 的複數因子。假若，兩個量子態 {\displaystyle |\psi _{1}\rangle \,\!} 與 {\displaystyle |\psi _{2}\rangle \,\!} 的機率相等：
{\displaystyle \langle \psi _{1}|\psi _{1}\rangle =\langle \psi _{2}|\psi _{2}\rangle \,\!} ；
則這兩個量子態只差別於相位因子 {\displaystyle e^{i\theta }\,\!} ，也就是說，{\displaystyle |\psi _{1}\rangle =|\psi _{2}\rangle e^{i\theta }\,\!} ；
其中，{\displaystyle \theta \,\!} 是某相位。
相位因子本身沒有什麼特別的物理意義。因為，量子態 {\displaystyle |\psi _{1}\rangle \,\!} 與 {\displaystyle |\psi _{2}\rangle \,\!} 的機率相等。可是，兩個互相作用的量子態的相位差別，會有很重要的物理效應。

雙縫實驗草圖，從光源 散發出來的單色光，照射在一座有兩條狹縫 與 的不透明擋牆 。在擋牆的後面，設立了一個照相底片或某種偵測屏障 ，用來紀錄到達 的任何位置 的光波數據。最右邊黑白相間的條紋，顯示出光波在偵測屏障 的干涉圖樣

如右圖，在雙縫實驗裏，假設只開啟狹縫 1 ，而狹縫 2 是關閉的。設定通過狹縫 1 後，抵達偵測屏帳的量子態為 {\displaystyle |\psi _{1}\rangle =\chi _{1}\,\!} ，機率為 {\displaystyle \langle \psi _{1}|\psi _{1}\rangle =|\chi _{1}|^{2}\,\!} 。類似地，假設只開啟狹縫 2 ，而狹縫 1 是關閉的。狹縫 2 的量子態為 {\displaystyle |\psi _{2}\rangle =\chi _{2}\,\!} ，機率為 {\displaystyle \langle \psi _{2}|\psi _{2}\rangle =|\chi _{2}|^{2}\,\!} 。但是，當兩個狹縫都開啟時，抵達偵測屏帳的機率並不是兩個機率的總和 {\displaystyle P_{particle}\,\!} ：
{\displaystyle P_{particle}=|\chi _{1}|^{2}+|\chi _{2}|^{2}\,\!} 。
當兩個狹縫都開啟時，抵達偵測屏帳的量子態為 
{\displaystyle |\psi _{1}\rangle +|\psi _{2}\rangle =\chi _{1}+\chi _{2}\,\!} 。
這機率幅的絕對值平方，就是抵達偵測屏帳的機率 {\displaystyle P_{wave}\,\!} ：
{\displaystyle P_{wave}=|\,|\psi _{1}\rangle +|\psi _{2}\rangle |^{2}=|\chi _{1}|^{2}+|\chi _{2}|^{2}+\chi _{1}^{*}\chi _{2}+\chi _{1}\chi _{2}^{*}\,\!} 。
假設狹縫的縫寬 超小於波長到我們不會察覺出 單狹縫繞射的程度。那麼，在線段 {\displaystyle {\overline {ad}}\,\!} 以直角相交於偵測屏帳的那一點附近，{\displaystyle |\chi _{1}|\approx |\chi _{2}|\,\!} 。對於這狀況，兩個機率幅只相差於相位因子 {\displaystyle e^{i\theta }\,\!} ：
{\displaystyle \chi _{2}=\chi _{1}e^{i\theta }\,\!} 。
所以，我們可以將機率 {\displaystyle P_{wave}\,\!} 寫為
{\displaystyle P_{wave}=2|\chi _{1}|^{2}+2\chi _{1}^{*}\chi _{1}cos(\theta )=2|\chi _{1}|^{2}(1+cos(\theta ))\,\!} 。

## 參閱
- 量子態
- 相量
- 歐拉公式
- 貝瑞相位(Berry phase)